# Maya Péron
Pour les articles homonymes, voir Péron.
Maya « Mania » Lézine Péron est une résistante française.
Née en Russie, elle épouse Alfred Péron, professeur d'anglais au lycée Buffon. Elle intègre avec lui le réseau Gloria et participe au recrutement de leur ami Samuel Beckett. Quand son mari est arrêté en août 1943, elle prend le risque d'envoyer un télégramme en clair à Beckett pour le prévenir et permettre sa fuite en zone libre. Après la mort de son mari en 1945, elle reste très proche de Beckett et l'assiste dans son travail.